# Palmer (priimek)
Palmer je priimek več oseb:
- Edward Vance Palmer (1885—1959), avstralski književnik
- John Leslie Palmer (1885—1944), angleški kritik in pisatelj
- George Erroll Prior-Palmer, britanski general
- Otho Leslie Prior-Palmer, britanski general